# تريسي داهل
تريسي داهل هي مغنية كندية، ولدت في 13 نوفمبر 1961 في وينيبيغ في كندا.